# Antigouvernementaler Effekt
Als Antigouvernementaler Effekt wird in der Politikwissenschaft die Wählerabwanderung von der Regierungspartei bzw. den Regierungsparteien aufgrund unpopulärer und umstrittener Entscheidungen der Regierung bezeichnet. Das Pendant wird als Amtsbonus bzw. gouvernementaler Effekt bezeichnet.
Vielfach ist zu beobachten, dass Bundesregierungsparteien bei folgenden Bundestags-, aber auch Landtagswahlen schlechter abschneiden. Häufig tritt diese Wirkung intensiver beim Koalitionspartner bzw. den Koalitionspartnern, als bei der regierungschefstellenden Partei auf. Als Beispiel für den antigouvernementalen Effekt kann die Differenz beim Vergleich der Wahlergebnisse der SPD bei den Bundestagswahlen 2005 und 2009 betrachtet werden: Die Sozialdemokraten verloren nach dem Eintritt in die sogenannte Große Koalition mit der CDU/CSU über 10 Prozentpunkte an Wählerzuspruch (2005: 34,2 %/2009: 23,00 %), wobei auch die umstrittene Agenda 2010 der Schröder-Regierung nachwirkten.
Auch bei den Landtagswahlen ist der antigouvernementale Effekt leicht abgeschwächt zu beobachten. Die Abschwächung rührt von regionalen Gegebenheiten des politischen Betriebes, vor allem regionalen Wahlkampfthemen, demographischen Besonderheiten und persönlichen Sympathien.

## International
Dieses Verhalten wird nicht nur in Deutschland beobachtet. In den Vereinigten Staaten erleidet die Präsidentschaftspartei bei den Midterm elections sehr häufig Verluste; dies wird im anglosächsischen Raum als „Mid-term“-Effekt bezeichnet.